# 古伊塞尔万
古伊塞尔万（法語：Gouy-Servins）是法国北部-加来海峡大区加来海峡省的一个市镇，属于朗斯区桑昂戈埃勒县。该市镇2009年时的人口为344人。

## 人口
古伊塞尔万人口变化图示
| 数据来源：INSEE |